# Opel 12/34 PS
La 12/34 PS era un'autovettura di fascia alta prodotta dalla Casa automobilistica tedesca Opel dal 1916 al 1919.

## Profilo e storia
La 12/34 PS fu introdotta come erede della 10/24 PS, rispetto alla quale era anche più grande e di cilindrata sensibilmente superiore.
Era proposta nelle più tipiche varianti di carrozzeria riservate alle vetture di fascia alta e di lusso, ossia torpedo a 6 posti, limousine, landaulet, double-phaeton ed anche in versione single-phaeton con due posti di fortuna nella parte posteriore (i cosiddetti "posti della suocera").
La 12/34 PS montava un 4 cilindri in linea da 3137 cm³ di cilindrata, con distribuzione a valvole laterali, raffreddamento ad acqua con pompa centrifuga, ventola e radiatore ed alimentazione tramite carburatore Opel completo di valvola a farfalla. La potenza massima era di 37 CV a 1550 giri/min.
Classici gli schemi di trasmissione (ad albero cardanico e frizione a cono), sospensioni (ad assale rigido e balestre semiellittiche) e freni (solo posteriori, a nastro sulla trasmissione).
La velocità massima era di 78 km/h.
La 12/34 PS fu tolta di produzione nel 1919: sua erede fu la 14/38 PS, evoluzione della 13/30PS.